# Joseph Morgan
Joseph Morgan, pseudonimo di Joseph Martin (Londra, 16 maggio 1981), è un attore britannico, principalmente conosciuto per il ruolo di Klaus Mikaelson in The Vampire Diaries e nello spin-off The Originals.

## Biografia
Joseph Morgan nasce da genitori svedesi di Stoccolma a Londra, dove lavorava suo padre, ma da bambino si trasferisce, sempre per il lavoro di quest'ultimo (si occupava di relazioni internazionali e tra ambasciate), a Swansea nel Galles (dove rimarrà per 11 anni) per poi trasferirsi nella patria dei suoi genitori, Stoccolma, e studiare recitazione nuovamente a Londra. Ha un solo fratello più piccolo di lui. Prima di fare l'attore per mantenersi gli studi di recitazione faceva il babysitter.
Il suo debutto avviene nel 2003 con un piccolo ruolo in due film per la televisione Eroica: Il giorno che cambiò per sempre la musica e Henry VIII.
Oltre ad alcune apparizioni in grandi produzioni americane come Master and Commander - Sfida ai confini del mare e Alexander, recita particolarmente in serie televisive scandinave e britanniche. Interpreta il personaggio di Troy in Hex e partecipa ad alcune miniserie televisive della BBC come The Line of Beauty.
Nel 2011 recita nel film Immortals, diretto da Tarsem Singh, accanto a Henry Cavill. Da aprile dello stesso anno entra nel cast di The Vampire Diaries nel ruolo dell'ibrido (metà vampiro metà lupo) Klaus, grazie alla sua interpretazione del personaggio i creatori della serie hanno messo in piedi uno spin-off dedicato a lui, The Originals, che vede Joseph come protagonista, interpretando sempre il ruolo di Klaus Mikaelson, un vampiro originale, autoritario e ricco di carisma. Nello stesso anno viene inserito all'84º posto nella lista dei 100 uomini più sexy della TV. 
Nel 2012 invece lavora ad un thriller psicologico di cinema indipendente presentato al Festival di Cannes, Warhouse. Oltre a girare in Ungheria il thriller di Gonzalo López-Gallego, Open Grave.
Nel 2013 fa il suo debutto alla regia con un cortometraggio dal titolo Revelation, che vede protagonista Persia White e Buddy TV lo inserisce al 21º posto nella classifica dei 100 uomini più sexy della TV.

## Vita privata
È un attivo sostenitore del progetto "Positive Women", che si occupa dei diritti delle donne e degli omosessuali nelle zone più povere e degradate del mondo. Vive a Los Angeles con sua moglie Persia White, conosciuta sul set della serie televisiva The Vampire Diaries.

## Filmografia

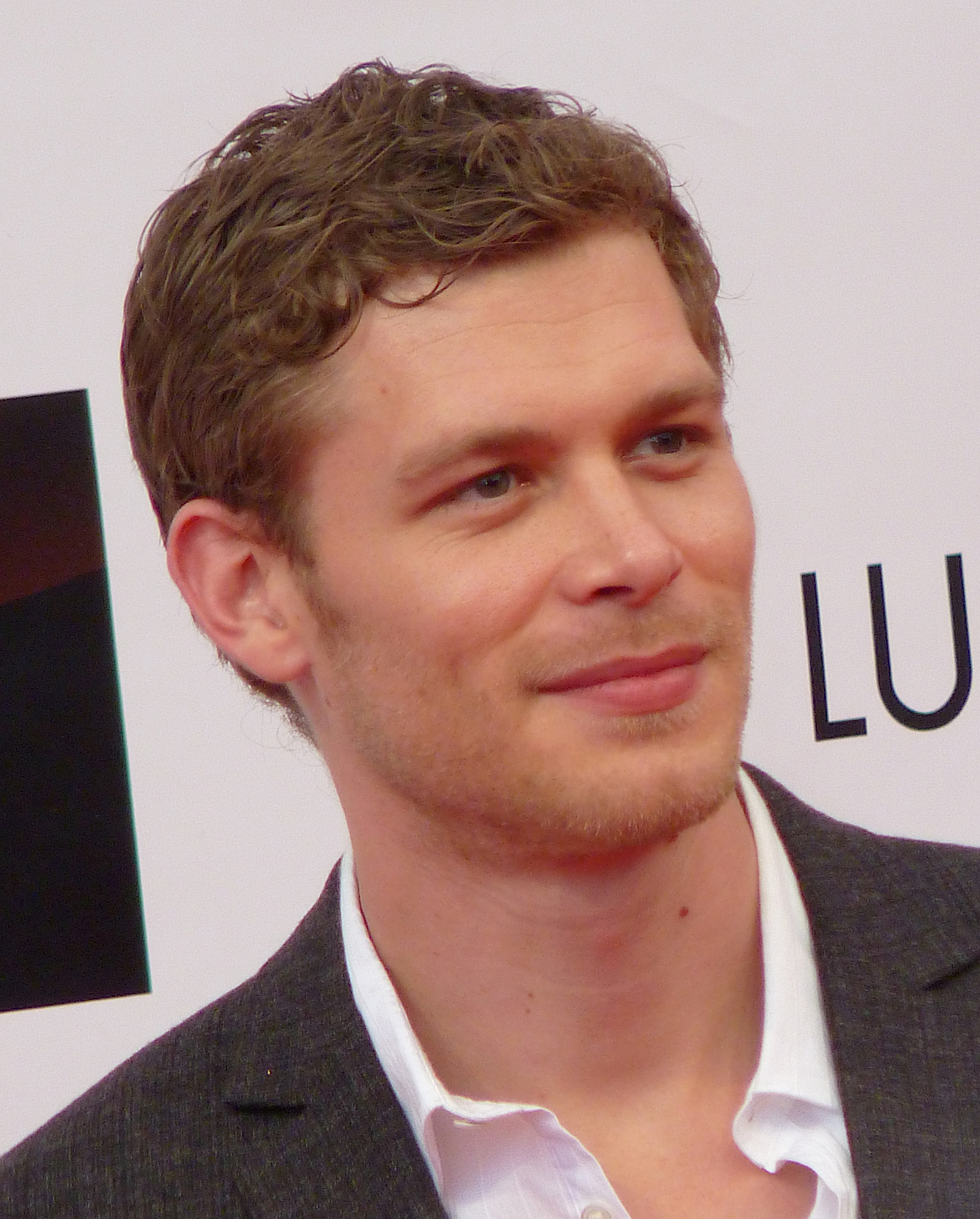
Joseph Morgan al Festival della televisione di Monte Carlo 2012

### Attore

#### Cinema
- Master & Commander - Sfida ai confini del mare (Master and Commander: The Far Side of the World), regia di Peter Weir (2003)
- Alexander, regia di Oliver Stone (2004)
- Orgoglio e pregiudizio (Pride & Prejudice), regia di Joe Wright (2005)
- Mister Lonely, regia di Harmony Korine (2007)
- Angels Crest, regia di Gaby Dellal (2011)
- Immortals, regia di Tarsem Singh (2011)
- Open Grave, regia di Gonzalo López-Gallego (2013)
- Armistice, regia di Luke Massey (2013)
- 500 Miles North, regia di Luke Massey (2014)
- Dermaphoria, regia di Ross Clarke (2015)
- Carousel, cortometraggio, regia di Joseph Morgan (2017)

#### Televisione
- Eroica: Il giorno che cambiò per sempre la musica (Eroica), regia di Simon Cellan Jones – film TV (2003)
- Henry VIII, regia di Pete Travis – miniserie TV (2003)
- Hex – serie TV, 5 episodi (2004)
- William and Mary – serie TV, 3 episodi (2005)
- Kenneth Williams: Fantabulosa!, regia di Andy DeEmmony – film TV (2006)
- The Line of Beauty – miniserie TV, puntata 2 (2006)
- Mansfield Park, regia di Iain B. MacDonald – film TV (2007)
- Testimoni silenziosi (Silent Witness) – serie TV, episodi 11x3 e 11x4 (2007)
- Doc Martin – serie TV, 5 episodi (2007)
- Casualty – serie TV, 8 episodi (2008-2009)
- Ben-Hur – miniserie TV, puntate 1-2 (2010)
- The Vampire Diaries – serie TV, 51 episodi (2011-2017)
- The Originals – serie TV, 92 episodi (2013-2018)
- Animal Kingdom – serie TV, episodi 4x9, 4x11 e 4x12 (2019)
- Brave New World – serie TV, 9 episodi (2020)
- Legacies – serie TV, episodio 4x20 (2022)
- Titans – serie TV, 11 episodi (2022-2023)
- Halo – serie TV, 7 episodi (2024)

### Regista
- Revelation - cortometraggio (2013)
- The Originals - serie TV, episodi 3x17 e 4x04 (2016-2017)
- Carousel - cortometraggio (2017)

## Riconoscimenti
- Fright Night Awards
  - 2012 – Candidatura al Fright Night Favourite Movie or TV Werewolf per The Vampire Diaries[10]

- MTV Millennial Awards
  - 2014 – Candidatura al Miglior Vampiro per The Originals

- Teen Choice Awards
  - 2011 –  Candidatura al Miglior Cattivo per The Vampire Diaries
  - 2012 –  Candidatura al Miglior Cattivo per The Vampire Diaries
  - 2013 –  Candidatura al Miglior Cattivo The Vampire Diaries
  - 2014 –  Candidatura al Miglior attore in una serie tv fantasy/sci-fy per The Originals
  - 2015 – Candidatura al Miglior attore in una serie tv fantasy/sci-fy per The Originals
  - 2016 – Candidatura al Miglior attore in una serie tv fantasy/sci-fy per The Originals
  - 2016 – Candidatura al Miglior Bacio con Leah Pipes per The Originals
  - 2017 – Candidatura al Miglior attore in una serie tv fantasy/sci-fy per The Originals

- TV Guide Award
  - 2012 – Candidatura al miglior Cattivo per The Vampire Diaries
  - 2013 – Miglior Cattivo per The Vampire Diaries
  - 2014 – Candidatura al miglior Cattivo per The Vampire Diaries

- People's Choice Awards
  - 2014 – Miglior Attore in una nuova Serie Televisiva per The Originals[11][12]

## Doppiatori italiani
Nelle versioni in italiano delle opere in cui ha recitato, Joseph Morgan è stato doppiato da:
- Emiliano Coltorti in Hex, The Vampire Diaries, The Originals, Brave New World, Legacies, Titans, Halo
- Francesco Bulckaen in Alexander, Open Grave
- Simone D'Andrea in Ben-Hur
- Edoardo Stoppacciaro in Immortals